# WWE Money in the Bank
WWE Money in the Bank is een jaarlijks professioneel worstel-pay-per-view (PPV) en WWE Network evenement dat georganiseerd wordt door de Amerikaanse worstelorganisatie WWE. Het evenement wordt vernoemd naar de Money in the Bank ladder match, die debuteerde op WrestleMania 21 in 2005 tot 2010. In dit 2010 werd het omgezet in een jaarlijkse pay-per-view evenement genaamd Money in the Bank. Van 2010 tot 2013 werd het evenement gehouden in juli. Vanaf 2014 tot 2018 in juni en daarna in mei.

## Concept
De "Money op the Bank" pay-per-view draait om een ladderwedstrijd, waarvan de prijs een koffertje is met daarin een contract voor een kampioenswedstrijd. De winnaar kan dan het contract het komende jaar op elk moment en op een plaats naar keuze verzilveren - te beginnen op de avond dat ze de koffer winnen - voor een wereldkampioenschapswedstrijd.
In 2010 en 2011 omvatten de jaarlijkse pay-per-views twee Money in the Bank-ladderwedstrijden. De ene ladderwedstrijd was voor het merk Raw met een contract voor een WWE Championship-wedstrijd, terwijl de andere ladderwedstrijd voor het merk SmackDown was met een contract voor een World Heavyweight Championship-wedstrijd. De merksplitsing eindigde in augustus 2011, waarna de pay-per-views van Money op the Bank nog steeds twee ladderwedstrijden hadden voor contracten voor de respectievelijke titels, maar ze waren niet exclusief voor het merk. Nadat de twee titels in december 2013 waren verenigd, werd een contract voor een kampioenschapswedstrijd voor het verenigde WWE World Heavyweight Championship de prijs van een enkele Money in the Bank-ladderwedstrijd. De merksplitsing keerde terug na het evenement van 2016, maar de pay-per-view in 2017 was exclusief voor SmackDown. Het kampioenschapswedstrijdcontract in de ladderwedstrijd was voor SmackDown's WWE Championship (voorheen WWE World Heavyweight Championship). Tijdens het evenement van 2017 was ook de allereerste Money in the Bank-ladderwedstrijd voor vrouwen, met als contract een SmackDown Women's Championship-wedstrijd.
Vanaf de pay-per-view van 2018 kreeg het evenement een dubbele merknaam, waarbij zowel de merken Raw als SmackDown betrokken waren. Er zijn nu twee Money in the Bank-ladderwedstrijden, één voor mannen en één voor vrouwen, elk met acht deelnemers gelijkmatig verdeeld over de merken. Het contract in elk geeft de winnaar een kampioenswedstrijd voor het wereldkampioenschap van hun respectieve merk: het Universal Championship of WWE Championship en het Raw Women's Championship of SmackDown Women's Championship. In 2019 kon de winnaar van elke wedstrijd het kampioenschap kiezen om voor uit te dagen. Het evenement van 2020 zag het aantal deelnemers in beide wedstrijden afnemen tot zes als gevolg van de COVID-19-pandemie. Hoewel de regels van de wedstrijd zelf hetzelfde bleven, werd er ook een nieuwe "Corporate Ladder" -gimmick aan de wedstrijden toegevoegd, waarbij de deelnemers van de begane grond van WWE Global Headquarters naar het dak moesten om de koffer te bereiken, die zelf was opgehangen boven de ring op het dak. In 2020 vonden voor zowel de heren- als de dameswedstrijden tegelijkertijd plaats.

## Chronologie
| Evenement              | Datum        | Stad                         | Locatie                                          | Main Event |
| ---------------------- | ------------ | ---------------------------- | ------------------------------------------------ | --- |
| Money in the Bank 2010 | 18 juli 2010 | Kansas City, Missouri        | Sprint Center                                    | Sheamus (c) vs. John Cena in een Steel Cage match voor het WWE Championship |
| Money in the Bank 2011 | 17 juli 2011 | Rosemont, Illinois           | Allstate Arena                                   | John Cena (c) vs. CM Punk in een een-op-een match voor het WWE Championship |
| Money in the Bank 2012 | 15 juli 2012 | Phoenix, Arizona             | US Airways Center                                | John Cena vs. Chris Jericho vs. Kane vs. The Miz vs. Big Show in een Money in the Bank ladder match. |
| Money in the Bank 2013 | 14 juli 2013 | Philadelphia, Pennsylvania   | Wells Fargo Center                               | CM Punk vs. Rob Van Dam vs. Daniel Bryan vs. Randy Orton vs. Christian vs. Kane vs. Sheamus in een Money in the Bank Ladder Match voor een WWE Championship-wedstrijd                                                    |
| Money in the Bank 2014 | 29 juni 2014 | Boston, Massachusetts        | TD Garden                                        | Dolph Ziggler vs. Kofi Kingston vs. Seth Rollins vs. Dean Ambrose vs. Rob Van Dam vs. Jack Swagger (met Zeb Colter) in een Money in the Bank Ladder Match voor een WWE World Heavyweight Championship-wedstrijd.         |
| Money in the Bank 2015 | 14 juni 2015 | Columbus, Ohio               | Nationwide Arena                                 | Seth Rollins (c) vs. Dean Ambrose in een Ladder match voor het WWE World Heavyweight Championship. |
| Money in the Bank 2016 | 19 juni 2016 | Paradise, Nevada             | T-Mobile Arena                                   | Seth Rollins (c) vs. Dean Ambrose voor het WWE World Heavyweight Championship. |
| Money in the Bank 2017 | 18 juni 2017 | St. Louis                    | Scottrade Center                                 | Baron Corbin vs. AJ Styles vs. Dolph Ziggler vs. Kevin Owens vs. Sami Zayn vs. Shinsuke Nakamura in een Money in the Bank ladder match voor een WWE Championship match contract                                          |
| Money in the Bank 2018 | 17 juni 2018 | Rosemont, Illinois           | Allstate Arena                                   | Braun Strowman vs. Bobby Roode vs. Finn Bálor vs. Kevin Owens vs. Kofi Kingston vs. Rusev vs. Samoa Joe vs. The Miz in een Money in the Bank ladder match voor een wereldkampioenschapswedstrijd contract.               |
| Money in the Bank 2019 | 19 mei 2019  | Hartford, Connecticut        | XL Center                                        | Brock Lesnar (met Paul Heyman) vs. Ali vs. Andrade vs. Baron Corbin vs. Drew McIntyre vs. Finn Bálor vs. Randy Orton vs. Ricochet in een Money in the Bank ladder match voor een wereldkampioenschapswedstrijd contract. |
| Money in the Bank 2020 | 10 mei 2020  | Orlando, Florida             | WWE Performance Center & WWE Global Headquarters | Otis vs. A.J. Styles vs. Aleister Black vs. Daniel Bryan vs. King Corbin vs. Rey Mysterio in een Money in the Bank ladder match voor een wereldkampioenschapswedstrijd contract.                                         |
| Money in the Bank 2021 | 18 juli 2021 | Fort Worth, Texas            | Dickies Arena                                    | Roman Reigns (c) (met Paul Heyman) vs. Edge voor het WWE Universal Championship. |
| Money in the Bank 2022 | 2 juli 2022  | Paradise, Nevada             | MGM Grand Garden Arena                           | Drew McIntyre vs. Madcap Moss vs. Omos vs. Riddle vs. Sami Zayn vs. Seth "Freakin" Rollins vs. Sheamus vs. Theory in een Money in the Bank ladder match voor een wereldkampioenschapswedstrijd contract.                 |
| Money in the Bank 2023 | 1 juli 2023  | Londen , Verenigd Koninkrijk | The O2 Arena                                     | The Bloodline (Roman Reigns & Solo Sikoa) vs. The Usos (Jey Uso and Jimmy Uso) |
| Money in the Bank 2024 | 6 juli 2024  | Toronto , Canada             | Scotiabank Arena                                 | Cody Rhodes, Randy Orton, & Kevin Owens vs. The Bloodline (Solo Sikoa, Tama Tonga, en Jacob Fatu) |